# Froðba
Froðba è un villaggio delle Isole Fær Øer appartenente al comune di Tvøroyri, situato nella regione di Suðuroy, sull'isola omonima.
Ha una popolazione di 136 abitanti.